# El Chapo (série télévisée)
Pour les articles homonymes, voir Chapo.
El Chapo est une série télévisée américaine en 34 épisodes de 45 minutes, diffusée entre le 23 avril 2017 et le 25 juillet 2018, localement sur Univision, et internationalement sur Netflix.

## Synopsis
Elle met en scène l'histoire vraie de l'avènement, de la capture et de l'évasion du célèbre baron de la drogue mexicain Joaquín Guzmán dit « El Chapo ».

## Distribution

### Acteurs principaux
- Marco de la O (VFB : Jean-Michel Vovk) : Joaquín Guzmán dit « El Chapo »
- Humberto Busto (VFB : Sébastien Hébrant) : Conrado Higuera Sol « Don Sol » (inspiré de Genaro García Luna)[3]
- Alejandro Aguilar (es) : Toño, l'homme de main d'El Chapo
- Rodrigo Abed (es) : Amado Carrillo Fuentes (alias « El Señor de los Cielos »), chef du Cartel de Juárez
- Luis Fernando Peña : Armando « Rayo » López
- Juan Carlos Olivas (en) (VFB : Olivier Bony) : Héctor Luis Palma Salazar (alias « El Güero Palma »)
- Antonio de la Vega : Arturno Bernal Leyda (inspiré de Arturo Beltrán Leyva)
- Rolf Petersen (VFB : Olivier Francart) : Ramón Avendaño (inspiré de Ramón Arellano Félix)
- Carlos Hernán Romo (VFB : Laurent Bonnet) : Benjamín Avendaño (inspiré de Benjamín Arellano Félix)
- Héctor Holten (VFB : Bruno Bulté) : Président Carlos Salinas de Gortari
- Diego Vásquez (VFB : Simon Duprez) : Ismael Zambada García (alias « El Mayo » et/ou « Don Ismael »)
- Teté Espinoza (es) : Chío
- Luis Rábago (es) (VFB : Robert Guilmard) : General Blanco (personnage fictif)
- Dolores Heredia : Gabriela Saavedra

### Acteurs récurrents
- Ricardo Lorenzana : Miguel Ángel Félix Gallardo alias El Padrino[4]
- Mauricio Mejía : Pablo Escobar
- Biassini Segura : « El Lobito » Avendaño
- Valentina Acosta (es) : Alejandra (Alejandrina María Salazar Hernández) première femme d'El Chapo
- Juliette Pardau (es) : Graciela (Griselda López Pérez)
- Abril Schreiber : Guadalupe
- Hugo Gómez : Attorney Federico Livas
- Joseph Fusezzy : Charles Pilliod (U.S. Ambassador)
- David Ojalvo : Richard Smith, administrateur de la DEA John C. Lawn
- Leandro López : La muñeca  (inspiré de Édgar Valdez Villarreal (es) alias « La Barbie ») tueur à gages d'Arturo et d'Alfredo Bernal Leyda El Arriero
- Camilo Amores : Arturo Guzmán Loera (alias « El Pollo »)
- Raúl Gutiérrez (es) : Emilio Quintero Payan (seigneur de la drogue)
- Irán Castillo : Vanessa Espinoza
- Marcela Mar (es) (VFB : Ludivine Deworst) : Berta Ávila épouse de Conrado Higuera Sol et (inspiré de Claudia Ruiz Massieu)
- Héctor Holten : El Presidente, Parrain, Oscar, président du Mexique de 1988 à 1994 (inspiré de Carlos Salinas de Gortari)
- Juan Pablo Gamboa (es) :  président du Mexique de 2000 à 2006 (inspiré de Vicente Fox)
- Mario Zaragoza (es) : Andres Labrador Candidat à l'élection présidentielle de 2006 (inspiré de Andrés Obrador)
- Homero Ferruzca : Felipe Alarcon Président en 2006 (inspiré de Felipe Calderón)
- Moisés Arizmendi (es) : Esteban Prieto Président en 2012 (inspiré de Enrique Peña Nieto. Son oncle Roberto Colina est inspiré de Arturo Montiel Rojas)
- Santiago Miniño : Rodrigo Vinas, coordinateur général des opérations de la marine mexicaine[5]
- Arturo Álvarez : Félix Olivares, gouverneur d'Hidalgo[6] (inspiré de Miguel Ángel Osorio Chong)
- Fermín Martínez : Jorge del Toro, gouverneur de Sinaloa (inspiré de Mario López Valdez)
- Vera Mercado : Juana Vázquez candidate à l'élection présidentielle de 2012 (inspirée de Josefina Vázquez Mota)

### Autres
Le PTI (Partido Trabajador Institucional) est inspiré par le PRI (Parti Révolutionnaire Institutionnel)

## Épisodes
| Saison | Nombre d’épisodes | Diffusion originale | Diffusion originale | Diffusion originale | Diffusion originale            |
| Saison | Nombre d’épisodes | Années              | Début de saison     | Fin de saison       | Audience moyenne (en millions) |
| ------ | ----------------- | ------------------- | ------------------- | ------------------- | ------------------------------ |
| 1      | 9                 | 2017                | 23 avril 2017       | 21 mai 2017         | 1,56                           |
| 2      | 12                | 2017                | 17 septembre 2017   | 3 décembre 2017     | 1,22                           |
| 3      | 13                | 2018                | 9 juillet 2018      | 25 juillet 2018     | 0,98                           |